# Queuin
Queuin ist eine heterocyclische organische Verbindung. Es ist ein Derivat der Nukleinbase Guanin. Das N7-Atom des Guanins wird durch ein C7-Atom ersetzt und bildet damit das 7-Desazaguanosin,  an dem ein Cyclopentenring über eine Aminomethylgruppe angefügt wurde. Es kommt als Bestandteil des Nukleosids Queuosin (Q) in der tRNA vor.

## Geschichte und Eigenschaften
Queuine wurde erstmals im Fruchtwasser von Rindern entdeckt. Später wurde festgestellt, dass es bis auf wenige Ausnahmen im gesamten eukarylischen und eubakteriellen Reich vorkommt. Queuine ist insofern ungewöhnlich, als es im Gegensatz zu den meisten modifizierten Nukleotiden, die durch Modifikationen der genetisch kodierten Nukleotide entstehen, durch Transglykosylierung in die RNA eingebaut wird. Die Modifikation von Queuine unterscheidet sich je nach Art des betrachteten Organismus. Eukaryonten bauen Queuine in die RNA ein, während Eubakterien preQ1 einbauen, das dann zu Queuine modifiziert wird. Es ist seit langem bekannt, dass Queuine in der Wobble-Position von vier tRNAs vorkommt: Asparaginsäure, Asparagin, Histidin und Tyrosin. Spätere In-vitro-Studien mit der Transglykosylase von Escherichia coli haben jedoch gezeigt, dass Queuine auch in anderen RNA-Arten vorkommen kann.

## Gewinnung und Darstellung
Es gibt mindestens vier bekannte Synthesen von Queuin. Die Synthese von Kondo et al. erfolgt über eine Schiffsche Base zwischen einem geschützten Pyrrolopyrimidinaldehyd und einem geschützten Amin der Queuinseitenkette in insgesamt 19 Schritten. Die Synthese von Akimoto et al. ist wesentlich kürzer und erfolgt über eine Mannich-Reaktion, bei der die geschützte Seitenkette des Queuins regioselektiv in die C-5-Position eines Pyrrolopyrimidin-Vorläufers eingebaut wird. Ihr größter Nachteil ist, dass mehrere Äquivalente der Seitenkette in einer Schlüsselaustauschreaktion benötigt werden. Bei der Synthese von Barnett und Grubb wird das Molekül auf andere Weise getrennt, und zwar durch eine Mitsunobu-Schlüsselreaktion zur Einführung der Cyclopentenylamin-Seitenkette und eine anschließende Cyclokondensationsreaktion zum Aufbau des heterocyclischen Kernstücks. Dieses Verfahren ist zwar relativ einfach und effizient, erfordert aber 11 konsekutive Schritte. Eine außergewöhnlich kurze und ertragreiche Synthese von Queuine aus leicht verfügbaren Vorläufern ist ebenfalls bekannt. Sie nutzt eine Strategie, bei der leicht zugängliche Vorläufer-Moleküle der Seitenkette und des Heterozyklus über eine reduktive Aminierung kondensiert werden, gefolgt von einem globalen Deprotektionsschritt.

## Verwendung
Queuin wurde als Inhaltsstoff von Kosmetika zur Verzögerung der Hautalterung patentiert.

## Externe Links zu erwähnten Verbindungen
1. ↑  Externe Identifikatoren von bzw. Datenbank-Links zu 7-Desazaguanosin:  CAS-Nr.: 62160-23-0, PubChem: 135410907, Wikidata: Q82963047.